# Lake Mary Jane
Lake Mary Jane – jednostka osadnicza w Stanach Zjednoczonych, w stanie Floryda, w hrabstwie Orange.